# باتريك مارتينز فييرا
باتريك مارتينز فييرا (بالبرتغالية: Patrick Martins Vieira‏) (11 يناير 1992 في ريو دي جانيرو في البرازيل – )؛ هو لاعب كرة قدم يلعب كلاعب وسط لعب سابقاً في نادي نجران .

## وصلات خارجية
- باتريك مارتينز فييرا على موقع رابطة كرة القدم اليابانية للمحترفين (اليابانية)
- باتريك مارتينز فييرا على موقع قاعدة بيانات كرة القدم.إي يو (الإنجليزية)
- باتريك مارتينز فييرا على موقع Soccerway.com (الإنجليزية)